# Tribu Pollia
La tribu Pollia est l'une des trente-et-une tribus rustiques de la Rome antique.
Les enfants de légionnaires nés dans l'Empire y étaient rattachés. En France, on retrouve de nombreux toponymes issus de Polliacum sous la forme "Pouilly".
En 118 av. J.-C., les premiers colons de Narbonne ainsi que les Atacini étaient tous inscrits dans cette tribu.